# 内春蜓属
内春蜓属（学名：Nepogomphus）为春蜓科的一个属。

## 下属物种
本属包括以下物种：
- 沃尔内春蜓 Nepogomphus walli (Fraser, 1924)